# Wout Wijsmans
Wout Wijsmans (Hasselt, 17 juli 1977) is een Belgisch voormalig volleyballer. Sinds 2010 bezit hij eveneens de Italiaanse nationaliteit. Hij is 2,01 meter lang en zijn positie is receptie/hoekspeler.

## Levensloop
Wijsmans is de zoon van Noël Wijsmans en Moniek Cauberghe die beiden zelf volleybalinternational waren. Wegens de internationale carrière van zijn vader, die een topfunctie bij het Zweedse IKEA uitoefende, groeide hij op in Zonhoven, Scandinavië en Canada.
Wijsmans begon op 11-jarige leeftijd met volleyballen bij VC Zonhoven, later kwam hij uit voor Volley Kruikenburg Ternat. Deze club verliet hij in 1992 om zijn ouders te volgen naar Denemarken, alwaar hij actief was bij Holte IF. Na een schooljaar in het Canadese Montréal (waar hij actief was bij de plaatselijke collegeclub) startte hij in 1994 zijn professionele carrière bij Trudo Zonhoven. In 1996 won hij met deze club de Beker van België en werd hij verkozen tot Speler van het Jaar. In 1997 ging hij voor Noliko Maaseik spelen en behaalde er in de twee seizoenen die hij er zou spelen telkens de landstitel, bekerwinst en de Supercup.
In 1999 verhuisde hij naar de Italiaanse competitie en ging twee jaar spelen bij Yahoo! Italia Volley Ferrare. In 2001 stapte hij over naar topclub Lube Banca Macerata waarmee hij in 2002 de Champions League en in 2003 finale bereikte van de CEV Cup (de huidige Challenge Cup red.) en de Beker van Italië won. In dat jaar werd hij ook verkozen tot 'Speler van het Jaar' in de Italiaanse competitie. Vanaf 2003 speelde Wijsmans bij Bre Banca Cuneo waarmee hij in 2006 nogmaals de Beker van Italië won. Wout Wijsmans is de aanvoerder van de club en speelt sinds 2010 met rugnummer 7. Met de ploeg won Wijsmans in 2010 het Italiaans kampioenschap en de CEV Cup. In 2011 werd de Italiaanse Bekerfinale gewonnen en werd hij voor de tweede maal verkozen tot 'Speler van het Jaar'. Hij bleef bij Cuneo spelen tot in 2013.
Na een jaar bij het Chinese Beijing BAIC Motors Club (waarmee hij landskampioen werd) en een jaar bij het Turkse Fenerbahçe keerde Wijsmans in 2015 terug naar Noliko Maaseik. Hij tekende een contract voor 2 jaar bij de club met als doel om de ploeg opnieuw naar de top te brengen. Het daaropvolgende jaar werd hij er technisch directeur, een functie die hij uitoefende tot augustus 2018. In mei 2019 werd hij aangesteld als beachvolleybalcoördinator bij Volley Vlaanderen en kort daarop werd hij tevens actief als spelersmakelaar. Ook geeft hij lezingen aan ondernemingen rond teambuilding, teamdynamiek en leiderschap. Ook is hij op betrokken bij de coaching van de jeugdploegen van Mavoc Mechelen, waar zijn beide dochters actief zijn, en is hij ambassadeur van de Trident Volley Community.
Daarnaast was hij actief in het Belgisch volleybalteam. Wijsmans had evenwel een moeilijke relatie met de volleybalbond, waardoor hij in 2008 besloot niet langer uit te komen van de nationale equipe. Zijn laatste interland speelde hij in mei 2006. Hij was eveneens actief in het beachvolleybal, waarin hij in 2003 samen met Jacky Kempenaers zilver behaalde op het Belgisch kampioenschap.
Zijn partner Lise Van Hecke speelt eveneens volleybal, evenals zijn schoonouders Ludwig Van Hecke en Lieve Van de Velde. Ook de vader (Robert Mifka, basketbal) en zus (Darina, volleybal) van zijn voormalige partner Hana Mifková - met wie hij twee dochters heeft - waren op sportief topniveau actief.